# جو ويلكينسون
جو ويلكينسون (بالإنجليزية: Joe Wilkinson)‏ (2 نوفمبر 1995 في المملكة المتحدة - ) هو لاعب كرة قدم بريطاني في مركز الدفاع. لعب مع نادي هايد إف سي وهدرسفيلد تاون.

## وصلات خارجية
- جو ويلكينسون على موقع قاعدة بيانات كرة القدم.إي يو (الإنجليزية)
- جو ويلكينسون على موقع Soccerbase.com (لاعب) (الإنجليزية)